# Ponte Alta do Norte
Pour les articles homonymes, voir Ponte Alta (homonymie).
Ponte Alta do Norte est une ville brésilienne de l'intérieur de l'État de Santa Catarina.

## Géographie
Ponte Alta do Norte se situe par une latitude de 27° 09′ 30″ sud et par une longitude de 50° 27′ 52″ ouest, à une altitude de 962 mètres.
Sa population était de 3 303 habitants au recensement de 2010. La municipalité s'étend sur 401 km2.
Elle fait partie de la microrégion de Curitibanos, dans la mésoregion Serrana de Santa Catarina.

## Administration
La municipalité est constituée d'un seul district, siège du pouvoir municipal.

## Villes voisines
Ponte Alta do Norte est voisine des municipalités (municípios) suivantes :
- São Cristóvão do Sul
- Curitibanos
- Santa Cecília
- Mirim Doce